# Cerro El Ávila
El Cerro El Ávila  es un pico en la parte central de la cordillera de la Costa, formación montañosa ubicada en el corazón del parque nacional El Ávila, en Venezuela con la ciudad de Caracas al sur y el estado Vargas al norte. A una altitud promedio de 2.144 m s. n. m. este es uno de los picos más elevados del parque y  una de las montañas más altas de la cordillera.

## Ubicación
El Cerro El Ávila está ubicado en una fila montañosa al norte de la ciudad de Caracas. Hacia el este continúa en su arista con el pico Occidental y el Pico Oriental de la Silla de Caracas y el Pico Naiguatá, que es el más elevado de toda la cordillera. A esta arista llega el teleférico de Caracas. En su cima se sitúa un popular complejo turístico coronado por el Hotel Humboldt. La vertiente sureste del pico constituye el curso superior de la quebrada de Chacaito, en el Municipio Chacao del estado Miranda, en el área metropolitana de Caracas, mientras que las laderas ubicadas hacia el norte, forman relieves de fuertes pendientes hacia el mar Caribe. Todo ello hace de la vista desde el Ávila constituya un panorama único en el mundo.